# Annette Sikveland
Annette Sikveland (ur. 25 kwietnia 1972 w Stavanger) – norweska biathlonistka, brązowa medalistka igrzysk olimpijskich i sześciokrotna medalistka mistrzostw świata.

## Kariera
Pierwszy sukces w karierze osiągnęła w 1991 roku, startując na mistrzostwach świata juniorów w Galyatető. Wraz z koleżankami z reprezentacji zdobyła tam srebrny medal w sztafecie. Podczas rozgrywanych rok później mistrzostw świata juniorów w Canmore zwyciężyła w sztafecie, a w biegu indywidualnym była trzecia.
W Pucharze Świata zadebiutowała 19 grudnia 1991 roku w Hochfilzen, zajmując 23. miejsce w biegu indywidualnym. Tym samym już w debiucie zdobyła pierwsze punkty. Pierwszy raz na podium zawodów pucharowych stanęła 5 stycznia 1997 roku w Oberhofie, kończąc rywalizację w biegu pościgowym na trzeciej pozycji. Wyprzedziły ją tylko Magdalena Forsberg ze Szwecji i Niemka Simone Greiner-Petter-Memm. W kolejnych startach jeszcze trzy razy stawała na podium: 9 stycznia 1997 roku w Ruhpolding wygrała bieg indywidualny, 16 stycznia 1997 roku w Anterselvie w tej samej konkurencji była druga, a 5 marca 1998 roku w Pokljuce była trzecia w sprincie. Najlepsze wyniki osiągnęła w sezonie 1996/1997, kiedy zajęła ósme miejsce w klasyfikacji generalnej.
Podczas mistrzostw świata w Canmore w 1994 roku razem z Åse Idland, Ann-Elen Skjelbreid i Hildegunn Mikkelsplass zdobyła srebrny medal w biegu drużynowym. Na rozgrywanych rok później mistrzostwach świata w Anterselvie w tej samej konkurencji reprezentacja Norwegii w składzie: Elin Kristiansen, Annette Sikveland, Gunn Margit Andreassen i Ann-Elen Skjelbreid zdobyła złoty medal. Parę dni później Norweżki zdobyły też brązowy medal w sztafecie. Kolejne dwa medale zdobyła na rozgrywanych dwa lata później mistrzostwach świata w Osrblie. W biegu drużynowym razem z Liv Grete Skjelbreid, Gunn Margit Andreassen i Ann-Elen Skjelbreid ponownie zwyciężyła, a w sztafecie Norweżki w tym samym składzie były drugie. Ostatni medal w zawodach tego cyklu zdobyła na mistrzostwach świata w Pokljuce/Hochfilzen rok później, wspólnie z Hildegunn Mikkelsplass, Ann-Elen Skjelbreid i Liv Grete Skjelbreid zajmując drugie miejsce w biegu drużynowym.
W 1994 roku wystartowała na igrzyskach olimpijskich w Lillehammer, zajmując 22. miejsce w sprincie i czwarte w sztafecie. Brała też udział w rozgrywanych cztery lata później igrzyskach w Nagano, gdzie wywalczyła brązowy medal w sztafecie (skład: Ann Elen Skjelbreid, Annette Sikveland, Gunn Margit Andreassen i Liv Grete Skjelbreid). Zajęła tam także ósme miejsce w biegu indywidualnym i piętnaste w sprincie.

## Osiągnięcia

### Igrzyska olimpijskie
| Rok  | Miejscowość | Konkurencje | Konkurencje | Konkurencje | Konkurencje | Konkurencje | Konkurencje | Konkurencje |
| Rok  | Miejscowość | IN          | SP          | PU          | MS          | RL          | MR          | SR          |
| ---- | ----------- | ----------- | ----------- | ----------- | ----------- | ----------- | ----------- | ----------- |
| 1994 | Lillehammer | –           | 22.         | nd.         | nd.         | 4.          | nd.         | –           |
| 1998 | Nagano      | 8.          | 15.         | nd.         | nd.         | 3.          | nd.         | –           |

### Mistrzostwa świata
| Rok  | Miejscowość         | Konkurencje | Konkurencje | Konkurencje | Konkurencje | Konkurencje | Konkurencje | Konkurencje |
| Rok  | Miejscowość         | IN          | SP          | PU          | MS          | RL          | MR          | SR          |
| ---- | ------------------- | ----------- | ----------- | ----------- | ----------- | ----------- | ----------- | ----------- |
| 1993 | Borowec             | –           | 8.          | nd.         | nd.         | 9.          | nd.         | –           |
| 1994 | Canmore             | nd.         | nd.         | nd.         | nd.         | nd.         | nd.         | –           |
| 1995 | Anterselva          | –           | 18.         | nd.         | nd.         | 3.          | nd.         | –           |
| 1996 | Ruhpolding          | 22.         | 8.          | nd.         | nd.         | 4.          | nd.         | –           |
| 1997 | Osrblie             | 38.         | 7.          | 26.         | nd.         | 2.          | nd.         | –           |
| 1998 | Pokljuka/Hochfilzen | nd.         | nd.         | 17.         | nd.         | nd.         | nd.         | –           |

### Puchar Świata

#### Miejsca w klasyfikacji generalnej
| Sezon     | Miejsce |
| --------- | ------- |
| 1991/1992 | 72.     |
| 1992/1993 | 20.     |
| 1993/1994 | 17.     |
| 1994/1995 | 28.     |
| 1995/1996 | 14.     |
| 1996/1997 | 8.      |
| 1997/1998 | 18.     |
| 1998/1999 | -       |

#### Miejsca na podium chronologicznie
| Lp. | Dzień       | Rok  | Miejscowość | Konkurencja                | Lokata | Pudła   | Czas biegu | Strata | Zwycięzca           |
| --- | ----------- | ---- | ----------- | -------------------------- | ------ | ------- | ---------- | ------ | ------------------- |
| 1.  | 5 stycznia  | 1997 | Oberhof     | Bieg pościgowy na 10 km    | 3.     | 0+0+0+0 | 36:01,7    | +40,9  | Magdalena Forsberg  |
| 2.  | 9 stycznia  | 1997 | Ruhpolding  | Bieg indywidualny na 15 km | 1.     | 0+0+0+0 | 46:10,3    | –      | –                   |
| 3.  | 16 stycznia | 1997 | Anterselva  | Bieg indywidualny na 15 km | 2.     | 0+0+0+0 | 48:42,2    | +6,6   | Tetiana Wodopjanowa |
| 4.  | 5 marca     | 1998 | Pokljuka    | Sprint na 7,5 km           | 3.     | 1+0     | 25:02,8    | +24,7  | Corinne Niogret     |